# Liolaemus pyriphlogos
Espèce
Statut de conservation UICN

 LC  : Préoccupation mineure
Liolaemus pyriphlogos est une espèce de sauriens de la famille des Liolaemidae.

## Répartition et habitat
Cette espèce est endémique de la province de Jujuy en Argentine. Elle vit dans la puna.

## Publication originale
- Quinteros, 2012 : Taxonomy of the Liolaemus alticolor–bibronii Group (Iguania: Liolaemidae), with descriptions of two new species. Herpetologica, vol. 68, no 1, p. 100-120.